# NGC 2291
NGC 2291 là một thiên hà dạng hạt đậu trong chòm sao Song Tử. Nó được phát hiện bởi John Herschel vào ngày 22 tháng 1 năm 1827. Độ lớn thị giác là 13 và kích thước biểu kiến là 1,0 x 0,8 phút.